# Chaetodon semilarvatus
Il pesce farfalla mascherato (Chaetodon semilarvatus Cuvier, 1831) è un pesce d'acqua salata appartenente alla famiglia Chaetodontidae.

## Distribuzione e habitat
È una specie di pesce farfalla endemica del Mar Rosso e del Golfo di Aden. Vive in prossimità delle formazioni madreporiche, in acque con temperatura tra i 24 e i 28 °C, prediligendo fondali poco profondi e le piattaforme coralline. Si incontra fino a 20 m di profondità.

## Descrizione
Presenta corpo fortemente compresso ai fianchi. Il muso è allungato. La pinna dorsale copre tutto il dorso.
La livrea è di colore giallo vivo con 14 bande scure verticali. Le pinne dorsale, anale e caudale sono anch'esse gialle e bordate di nero. La specie è caratterizzata da una macchia azzurra che si estende dagli occhi alla gola.

Può raggiungere i 23 cm di lunghezza.

## Comportamento
Vive in coppia o in piccoli gruppi. Specie territoriale, è assai comune incontrarla nelle zone ricche di coralli; predilige i coralli del genere Acropora. Ha abitudini notturne e durante il giorno trova protezione tra le grandi formazioni di corallo.

## Alimentazione
Si nutre essenzialmente di microfauna recifale e altri invertebrati.